# アイム

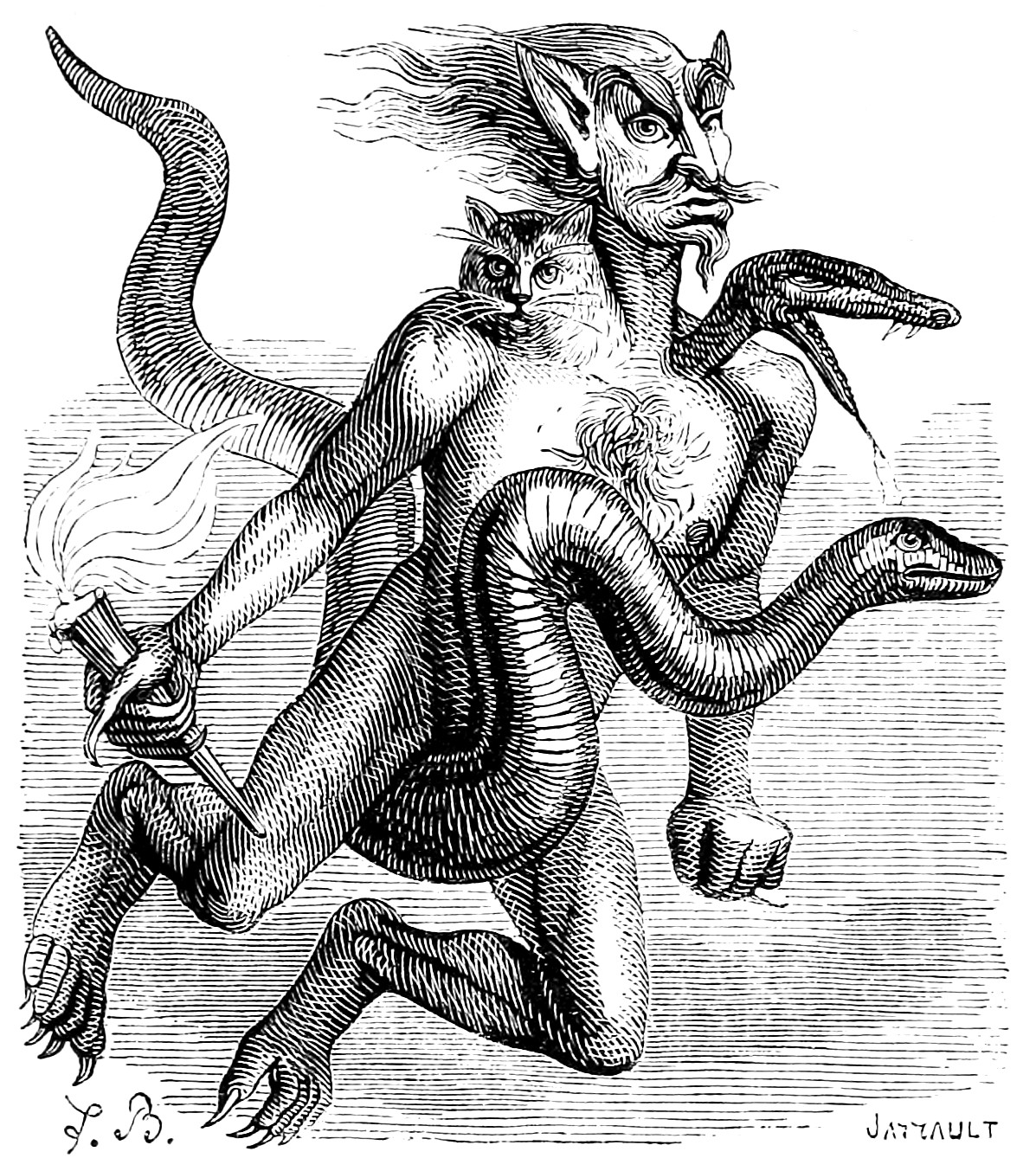
コラン・ド・プランシー著『地獄の辞典』ハボリム(Haborym)の項の挿絵

アイムまたはエイム（AimまたはAym）は、悪魔学における悪魔の一人。アイニ（Aini）またはハボリム（Haborym）とも呼ばれる。
『ゴエティア』によると、26の軍団を指揮する序列23番の地獄の大公爵。
蛇、額に星を2つ付けた人間、猫の3つの頭を持ち、毒蛇にまたがった人間の姿で召喚者の前に現れる。手に火のついた松明を持ち、その松明で城砦や都市に火を放つ。人を賢明にし、また、隠された物事に関する質問に対して真摯に答えてくれる。
フレッド・ゲティングズは、松明と3つの頭からこの悪魔をエジプト神話に由来するものと推測しており、猫の頭を持つバステトとの関係を示唆している。